# Biaches
Biaches é uma comuna francesa na região administrativa de Altos da França, no departamento de Somme. Estende-se por uma área de 6,52 km². Em 2010 a comuna tinha 391 habitantes (densidade: 60 hab./km²).